# Walter Brom
Walter Henryk Brom (Chorzów, 1921. február 14. – 1968. június 18.), lengyel válogatott labdarúgó.
A lengyel válogatott tagjaként részt vett az 1938-as világbajnokságon.

## Pályafutása

### A klubcsapatokban
1935-ben a Ruch Chorzów együttesében kezdődött a pályafutása. Egészen 1939-ig itt játszott, 1938-ban bajnoki címet ünnepelhetett. A második világháború alatt a Wehrmacht katonája volt, de a frontra nem vitték ki, a betegsége miatt elbocsátották a szolgálatból. 1946 és 1950 között újra a Chorzówot erősítette.

### A válogatottban
17 évesen nevezték az 1938-as világbajnokságra, ő vezeti a világbajnokságra behívott legfiatalabb kapusok listáját. Két mérkőzést játszott a lengyel válogatottban. 1947. június 11-én Oslóban debütál Norvégia ellen, majd július 19-én Varsóban Románia (1–2) ellen védte a válogatott kapuját.

## Sikerei, díjai
Ruch Chorzów
- Lengyel bajnok (2): 1936, 1938

## Fordítás
- Ez a szócikk részben vagy egészben  a   Walter Brom című lengyel Wikipédia-szócikk ezen változatának fordításán alapul.  Az eredeti cikk szerkesztőit annak laptörténete sorolja fel. Ez a jelzés csupán a megfogalmazás eredetét és a szerzői jogokat jelzi, nem szolgál a cikkben szereplő információk forrásmegjelöléseként.